# Fugees
Fugees – amerykański zespół muzyczny, popularny głównie w latach 90., repertuar którego zawiera głównie elementy hip-hopu, soulu i R&B. Członkami zespołu są raper/muzyk/producent Wyclef Jean, raperka/piosenkarka Lauryn Hill i raper Pras Michel.

## Historia
Swój pierwszy album – Blunted on Reality – pojawił się w roku 1994. Znajdowały się na nim takie utwory jak „Nappy Heads (Mona Lisa)” i „Vocab”. Płyta nie uzyskała jednak większego rozgłosu, w przeciwieństwie do występów zespołu na żywo.
Kolejny album – The Score – okazał się jednym z największych przebojów roku 1996 i jednym z najlepiej sprzedających się albumów hip hopowych wszech czasów. Szczególne uznanie zyskały covery starych przebojów, takich jak „No Woman, No Cry” grupy Bob Marley & The Wailers oraz „Killing Me Softly (With His Song)” Roberty Flack. Na albumie pojawiła się również interpretacja utworu zespołu The Delfonics „Ready or Not Here I Come (Can’t Hide From Love)” pod nazwą „Ready or Not”, na którym pojawił się sample utworu Enyi pt. Boadicea, wykorzystany bez zgody artystki. Doprowadziło to do procesu, którego rezultatem była ugoda – Enya została uznana współtwórcą utworu i uzyskała honorarium za swój wkład. Zespół Fugees wielokrotnie dziękował Enyi chwalił ją za zrozumienie całej sytuacji, na przykład na okładce albumu The Score. W 1997 Fugees zdobyli dwie Nagrody Grammy za The Score (Best Rap Album) i za „Killing Me Softly” (Best R&B Vocal Performance by a Duo or Group).
W roku 1997 członkowie zespołu zaczęli pracować nad projektami solo: Hill nad The Miseducation of Lauryn Hill; Jean zaczął produkować muzykę dla takich artystów jak Canibus, Destiny’s Child i Carlos Santana oraz nagrał swój solowy debiut – album The Carnival; Michel, wraz z Mýą i Ol’ Dirty Bastardem z Wu-Tang Clanu, nagrali singel „Ghetto Supastar” dla ścieżki dźwiękowej filmu Bulworth.

## Dyskografia
Albumy
| Blunted on Reality                      | - Data: 1 lutego 1994 - Wydawca: Ruffhouse, Columbia  | – | – | – | – | – | – | – | – | - FRA: złota płyta |
| The Score                               | - Data: 13 lutego 1996 - Wydawca: Ruffhouse, Columbia | 1 | 1 | 2 | 1 | 1 | 4 | 5 | 3 | - FRA: diamentowa płyta - USA: 6x platynowa płyta - CAN: 5x platynowa płyta - GER: platynowa płyta - POL: platynowa płyta - NOR: złota płyta |
| „–” oznacza, że album nie był notowany. |                                                       |   |   |   |   |   |   |   |   | |

Remiks albumy
| Tytuł            | Dane dot. albumu                                         | Pozycja na liście |
| Tytuł            | Dane dot. albumu                                         | USA               |
| ---------------- | -------------------------------------------------------- | ----------------- |
| Bootleg Versions | - Data: 26 listopada 1996 - Wydawca: Ruffhouse, Columbia | 127               |

Kompilacje
| Tytuł         | Dane dot. albumu                                     | Pozycja na liście | Pozycja na liście |
| Tytuł         | Dane dot. albumu                                     | CHE               | NZL               |
| ------------- | ---------------------------------------------------- | ----------------- | ----------------- |
| Greatest Hits | - Data: 25 marca 2003 - Wydawca: Ruffhouse, Columbia | 44                | 38                |

## Nagrody i wyróżnienia
| Rok  | Kategoria                                         | Tytułem                           | Nagroda                | Nota | Źródło |
| ---- | ------------------------------------------------- | --------------------------------- | ---------------------- | ---- | ------ |
| 1996 | Best R&B Video                                    | „Killing Me Softly With His Song” | MTV Video Music Awards | Laur | [ 20 ] |
| 1996 | Årets utländska grupp                             | Fugees                            | Rockbjörnen            | Laur | [ 21 ] |
| 1996 | Årets utländska låt                               | „Killing Me Softly With His Song” | Rockbjörnen            | Laur | [ 21 ] |
| 1996 | Best R&B Performance By A Duo Or Group With Vocal | „Killing Me Softly With His Song” | Grammy                 | Laur | [ 22 ] |
| 1996 | Best Rap Album                                    | The Score                         | Grammy                 | Laur | [ 22 ] |